# Историја Новог Сада
Нови Сад је други по величини град у Србији. Град је настао као насеље из периода каменог доба у данашњем Петроварадину. Келти су на овом месту основали прву тврђаву. За време римске владавине подигнута је већа тврђава у 1. веку нове ере. У 5. веку су овај простор опустошили Хуни, а потом обновили Византинци. Град су контролисале различите силе, све док га није освојила Краљевина Угарска. Град се први пут помиње под именом Peturwarad или Petrovaradin документима из 1237. Град је био део Османског царства у 16. веку и Хабзбуршке монархије у 17. веку.

За време хабзбуршке владавине, људима православне вере било је забрањено да бораве у Петроварадину. Због тога је 1698. године основано ново насеље на левој обали Дунава. Првобитно име овог насеља је било Ratzen Stadt (српски: Рачки Град, односно „Српски град“). Данашње име Нови Сад (на латинском Neoplanta) место је званично добило 1748. године када је постало „слободни краљевски град“. Године 1780. Нови Сад је имао око 2.000 кућа, од чега 1.144 српских. Током већег дела историје 18. и 19. века Нови Сад је био највећи град насељен етничким Србима на свету. После 1867. године Нови Сад се налазио у оквиру мађарског дела Аустроугарске. За то време, политика мађаризације мађарске владе драстично је променила демографску структуру града, драматично повећавши број говорника мађарског језика. Године 1941. Краљевину Југославију извршиле су инвазије и поделе Сила Осовине, а Нови Сад је припојен Мађарској. Током Другог светског рата убијено је око 5.000 грађана Новог Сада, а многи други су насилно пресељени или су се одселили. Нови Сад је од 1945. године главни град Војводине, покрајине Социјалистичке Федеративне Републике Југославије. Након 1992. године Нови Сад је био у саставу Савезне Републике Југославије, која је 2003. године трансформисана у Државну заједницу Србија и Црна Гора. Након НАТО бомбардовања, град је остао без сва три моста на Дунаву, комуникационих чворишта, воде и струје. рафинерија нафте свакодневно је бомбардована, узрокујући велику еколошку штету. Нови Сад је сада део независне Републике Србије.

## Рана историја

### Старија насеља на подручју Новог Сада
Уколико се изузме Петроварадинска тврђава са околином, где су нађени трагови из скоро свих епоха, од праисторије, преко времена доминације Рима и потом средњег века, са Бачке стране има више локација раштрканих налазишта која показују да су овде стално оснивана нова насеља. Тако је на Клиси откривено насеље земуница из бронзаног и Гвозденог доба, а на месту Темеринске петље, када су ту извођени радови 1981. године, нађени су остаци из разних временских периода, од Палеолита до данас, констатовано је постојање некрополе Старчевачке културе и нађени су трагови великог средњовековног села.
И на другим локацијама је било трагова из периода пре нове ере, па је тако на пример у улици Јанка Чмелика 36 пронађена мања праисторијска остава у којој су пронађени фалсификовани новчићи са ликом Александра Македонског, а претпоставља се да су фалсификатори били Келти. Такође на месту данашње нове зграде Библиотеке Матице српске током радова 1991. године, пронађено је гробље из бронзаног доба, део словенског насеља и хришћанско гробље. Међутим, овај период није богат писаним документима и тешко је утврдити да ли је било и неког већег насеља или само мањих насеобина од по неколико кућа.
Са локалитета Клиса-Барутана потичу налази који се везују за Бакарно доба-енеолит (3000—2000. година пре нове ере), када долази до прекида са неолитском традицијом и појавом нових култура, чији су носиоци степски номади, односно говорници индоевропских језика који се досељавају са истока Европе. На налазиштима на Детелинари заступљени су трагови латенског периода, који се везује за експанзију Келта. У 1. веку нове ере, на подручје Бачке досељава се сарматско племе Јазиги, а налази римског новца на подручју Новог Сада сведоче о трговачким везама Јазига и Римљана. На подручју данашњег Новог Сада археолози су пронашли трагове четири сарматска насеља - на Клиси, Сајлову, Салајци и Југовићеву.
Први историјски документ који говори о постојању насеља на подручју Новог Сада је повеља угарског краља Беле IV из 1237. године у којој дарује новој цистерциској опатији у Белакуту (средњовековно утврђење на локацији данашње Петроварадинске тврђаве) имања и села на Бачкој страни. У повељи се спомињу места Петурварад (названо још и стари Петроварадин, Вашарош-Варад и Варадинци), два Зајола (Горњи и Доњи, познати и као Сајол, Исаилово и коначно, што је и данашње име, као Сајлово) и Бакша (познато и као Бакшић, Бачић, Бакшафалва).
Археолози су доказали да је Петурварад (Вашарош-Варад) био смештен код старе Барутане на Темеринском путу, односно код Темеринске петље, а ово је било и најзначајније средњовековно насеље на подручју данашњег Новог Сада, на Бачкој обали Дунава. Насеље је било повезано скелским превозом преко Дунава са тврђавом и манастиром на Сремској обали. Ово је било велико насеље словенског живља које датира из периода сеобе народа (5—6. век).
На Сајлову и другим локацијама где се претпоставља да су била насеља Зајол налажени су током година трагови људи из средњег века, као и гробља старија од X века, тако да је скоро сигурно да су ова насеља постојала, али се претпоставља да су се премештала током векова. Наиме, у та времена су доста чести били проласци пљачкашких хорди па су становници бежали и кад би се вратили поново би зидали насеље, често и даље од првобитног станишта.
За насеље Бакша (Бакшић) има више теорија где се налазило, али последња ископавања, нарочито из Католичке порте и других локација у центру Новог Сада (попут Његошеве 10 где је 2002. године пронађен део средњовековног насеља са стамбеним објектима), све више говоре да је било смештено не северно од улице Алексе Шантића у правцу Телепа, него ближе центру.
На подручју града постојало је и средњовековно насеље Сент Мартон (или Ке Сент Мартон) и налазило се западно од Бакше уз скоро саму обалу Дунава, у правцу Футога. Постојање овог насеља је потврђено откривањем скелета са ратном опремом 1961. године у улици Ватрослава Јагића 21 на Телепу. У средњем веку су такође постојала и насеља Биваљош (које се, према претпоставци, налазило на подручју данашње Слане Баре) и Бистрица (чији положај се не може са сигурношћу утврдити).
Већина ових насеља је више пута уништавана и поново оснивана, најпре због похода Монгола у XIII веку, а потом и каснијих ратова Угарске и Турске. Мада је становништво бежало пред ратним страдањима, оно се и враћало, тако да и турски списи о наплати пореза говоре о више десетина кућа у Сајлову, Бакшићу, Варадинцима, Биваљошу и другим околним насељима. По пореском списку из 1522. године, међу становницима ових насеља срећемо како мађарска, тако и словенска имена (Божо, Радован, Радоња, итд), да би по турским подацима из 1590. године на овом подручју било забележено 105 кућа које плаћају порез и то искључиво српских. Пошто се зна да је било и Срба који нису плаћали порез (уколико су рецимо били у турској служби), онда је број становника ових насеља сигурно био већи.
Мада није до краја потврђено, претпоставка је да ће потомци становника ових насеља, углавном Срби, чинити неке од првих становника Рацке вароши (Рацког града, Рацког села, Рацког шанца, Петроварадинског шанца), из које ће се касније развити и Нови Сад. Документи из периода оснивања Рацке вароши, конкретно карте, говоре и да је на месту садашњег укрштања Булевара Цара Лазара и Кеја Жртава Рације било и насеље Croaten Stadt, односно како се претпоставља рибарско село насељено Хрватима. Постоје претпоставке да је било и других насеља, али за сада нема чврстих археолошких доказа који иду томе у прилог.
За насеље Бистрица (Bistritz), настањено словенским живљем, које се помиње на више карата, углавном из XVI и XVII века, прекопута Петроварадинске тврђаве (између осталих, и на карти чувеног фламанског картографа Меркатора (1512—1594), који је картографију поставио на строго научне основе), археолози до сада нису налазили материјалне доказе постојања. Недавно су на подручју данашњег Новог Насеља-Бистрице нађени остаци средњовековног села, иако их археолози не поистовећују са старом Бистрицом.
Најважнији археолошки локалитети који су мање или више испитани у Новом Саду, не рачунајући Петроварадинску тврђаву, налазе се на потезу Слана бара, Клиса (на месту Барутана), Сајлово-Југовићево и Ченеј, као и у улицама Матице српске 3, Милеве Марић, Ватрослава Јагића 21, Јанка Чмелика, Позоришни трг 8, Лазе Телечког 6 и 8, Николе Пашића 16, 18 и 19, Трг слободе 5, Његошева 10, Цара Душана и Трг Марије Трандафил 5. Ту су проналажене ископине из Праисторије, Антике, Средњег века и Новог века.
- Праисторијски налази на простору данашњег урбаног подручја Новог Сада.
- Антички период на простору данашњег урбаног подручја Новог Сада.
- Насеља из 5-10. века на простору данашњег урбаног подручја Новог Сада.
- Насеља из 13-16. века на простору данашњег урбаног подручја Новог Сада.
- Насеља из 16-17. века на простору данашњег урбаног подручја Новог Сада.
- Насеља из 18. века на простору данашњег урбаног подручја Новог Сада.

### Рана историја Петроварадина
Према археолошким налазима из 2002—2004. године, на подручју Петроварадина је постојало палеолитско неандерталско насеље из периода око 50-45.000 година пре нове ере. Подручје данашњег Петроварадина у континуитету је насељено још од неолита (од око 4500. п. н. е.). Прво утврђење на овом подручју подигли су Келти, који се појављују на овим просторима у 4. веку пре нове ере. Затим се, у 1. веку пре нове ере, на овом подручју појављују Римљани, који овај важан стратешки пункт у 1. веку нове ере организују као тврђаву Кузум (Cusum), коју укључују у провинцију Панонију. У 4. веку, у доба Сеобе народа утврђење је порушено од стране Хуна, а подручје затим долази под власт Острогота (5. век), Гепида (5-6. век), Лангобарда (6. век), Византије (која у 6. веку обнавља утврђење Кузум и даје му име Петрикон), Авара (6-8. век) и Франака (8. век).
Средином 6. века, подручје насељавају Словени. У 9. веку, тврђава улази у састав Бугарског царства, а у 11. веку њом влада сремски војвода Сермон, чији су златници у 19. веку пронађени у једном петроварадинском винограду. Пошто је Бугарска поражена од Византије а Сермон убијен, тврђава поново постаје део Византије, да би, после борби Византинаца и Мађара, крајем 12. века, ушла у састав средњовековне Угарске.
Под именом Петроварадин тврђава се први пут помиње 1237. године, а у 16. веку освајају је Турци, тако да је за време турске управе, тврђава под именом Варадин, заједно са насељем била седиште нахије у оквиру Сремског санџака. У турско доба, Подграђе тврђаве имало је око 200 кућа, ту се налазила Сулејман-ханова џамија, а постојале су и две мање џамије, Хаџи-Ибрахимова и Хусеинова. Ту су била и складишта муниције, житни амбари, многи дућани, Мисафин-хан и свратишта, занатске радионице, школе, амами, као и други објекти османлијске архитектуре, док је на обали реке било пет воденица. Поред две турске махале, у саставу града налазила се и хришћанска четврт са 35 кућа, насељених искључиво Србима.
Крајем 17. века, ово подручје улази у састав Хабсбуршке монархије, која изграђује данашњу Петроварадинску тврђаву. Градња нове тврђаве почела је 1692. године, а тврђава је коначни облик добила између 1753. и 1780. године. Петроварадин је био у саставу хабсбуршке војне границе (Петроварадинска регимента) све до 1882. године, када се граница укида, а град прикључује Сремској жупанији.

### Рана историја Сремске Каменице
Сремска Каменица се први пут помиње 1237. године под именом villa Camanch, а 1349. године је убележена као Kamenez. До 16. века, град је био под угарском управом, да би га у 16. веку освојили Турци. Пре турског освајања, Каменица је имала око 150 зиданих кућа и много од набоја, да би током турске управе 1567. године било забележено да има 15 кућа, а становници насеља у време турске управе били су Срби.
Крајем 17. века, Каменица постаје део Хабсбуршке монархије, а 1702. године Хабсбуршке власти су у месту пописале 40 домаћина, скоро саме Србе. У току 18. века број православних становника нарастао је на 1000. Каменица је била спахилук породице Марцибањи, која је подигла дворац и парк. До 1918. године, властелинство је припадало породици Карачоњи.

## Оснивање и развој Новог Сада
Сматра се да је насеље на левој обали Дунава из кога ће се развити данашњи Нови Сад основано после изгона Турака из ових крајева 1694. године а вероватно и коју годину раније јер је сасвим сигурно да је већ 1692. године, када је почела изградња Петроварадинске тврђаве, на левој обали Дунава могло бити колиба занатлија који су пратили градитеље и аустријску војску.
Ово насеље је првобитно било познато под именима: Рацка варош (Raitzenstadt, Ratzen Stadt, односно Српски град) и Петроварадински Шанац, а касније је (1748. године) добило име Нови Сад. Првобитни становници насеља били су огромном већином Срби, али и Немци, Јевреји, Мађари, Јермени, Бугари, Цинцари и Грци, o чијем присуству говоре многи архитектонски и културни споменици. Од 1702. године, насеље је у саставу Хабсбуршке војне границе, а 1708. године постаје седиште Бачког владике и главно место Бачког дела подунавске војне границе. После новог Аустријско-Турског рата и успостављања нових државних граница 1718. године, Рацка варош није више погранично место, него се развија у трговачко насеље, у коме се размењују плодови сремско-фрушкогорског виногорја и житородне бачке равнице.
Године 1718., готово комплетно становништво села Алмаш (налазило се између Темерина и Србобрана) пресељава се у Рацку варош (у данашњи Алмашки крај), чиме се становништво вароши нагло умножило. По подацима из 1720. године Рацка варош је имала 112 српских домова, као и 14 немачких и 5 мађарских. Рацка варош у то време постаје „коморска варош“, са зачецима урбаних одлика, а будући да се налазио у саставу војне границе, град је по становништву био подељен на војни и цивилни део.
Године 1748. богати грађани Рацке вароши (неколико Срба и два Немца) одлазе у Беч, где за 80.000 рајнских форинти купују од царице Марије Терезије статус слободног краљевског града. Поставши слободан краљевски град, Нови Сад добија и данашње име. Царица тим поводом, 1. фебруара (који је од 1996. године и службени Дан Града) 1748. издаје едикт који каже:
Ми, Марија Терезија, Божјом милошћу царица римска а краљица Угарске, Чешке, Далмације, Хрватске, Славоније, Раме, Србије, Галиције, Лодомерије итд. итд. дајемо гласом овога писмена на знање свакоме, кога се тиче […] да тај толико пута спомињани наш Петроварадински камерални град, који лежи на другој страни Дунава у бачкој жупанији на земљишту Сајлово, силом наше краљевске моћи и угледа из раније наведених разлога […] учинимо својим слободним краљевским градом и да га уврстимо, примимо и упишемо у број, круг и ред осталих наших слободних краљевских градова наше краљевине Угарске тако и наших наследних земаља, укидајући му досадашње име Петроварадински Шанац, нађосмо за добро да се убудуће зове и да му наслов буде Неопланта, мађарски Uj-Videgh, немачки пак Ney-Satz, српски Нови Сад и бугарски Млада Лоза.
Још пре успостављања првог магистрата новог слободног краљевског града, иселили су се из њега граничари. Августа 1746. године, када се приступило развојачењу граница у Бачкој, око 150 граничарских породица изјавило је да остаје у Шанцу, док се око 200 породица изјаснило за војни статус па према томе и за сеобу. У току 1747. године, ове су породице пресељене у Срем, а командант Секула Витковић, пошто је своју кућу и башту продао граду, одселио се 1748. у Старе Бановце.
Због статуса слободног краљевског града, Нови Сад доживљава нагли привредни развој и напредак, тако да шездесетих година 18. века он има око 8.000 становника, претежно занатлија и трговаца, али и ратара и повртара. По узору на слободне градове тога времена, Новим Садом управља магистрат на челу са судијом и дванаест сенатора. Србима је обезбеђена половина од укупног броја чланова магистрата, а судија, градски капетан и други се бирају наизменично из српске и других народности. 1780. године, Нови Сад има око 2.000 домова, од којих 1.144 српских. 1771. и 1838. године град је страдао од поплава.
У првој половини деветнаестог века, Нови Сад је био највећи српски град (Око 1820. године град је имао око 20.000 становника, од којих су око две трећине били Срби, а данашњи највећи српски град, Београд, није достигао приближан број становника пре 1853. године). Још 1817. године, Вук Караџић говори за Нови Сад да је „данас највеће општество српско на свијету“, док Шафарик 1813. године говори да је „овде гнездо Српства“. У то доба Нови Сад је био центар политичког, културног и друштвеног живота целокупног српског народа.
- Нови Сад (Рацка варош) и Петроварадин 1698. године
- Мапа Новог Сада из 1745. године
- Панорама Новог Сада са понтонским мостом, почетком 19. века
- Мапа Новог Сада из 1805. године
- Поглед на Нови Сад са Лиманом (19. век)
- Нови Сад и Петроварадинска тврђава у првој половини 19. века
- Новосадска обала и Петроварадинска тврђава после 1830. године
- Мапа Новог Сада из 1845. године

## Нови Сад у револуцији 1848/1849. године
У почетку националних превирања 1848. године, Нови Сад има значајну улогу. У њему је 26. марта на заједничком скупу „општества српског“ донета петиција од 16 тачака, услов за самоуправне слободе Срба у Угарској. У граду је смењен дотадашњи магистрат и изабран нови, састављен искључиво од Срба, а одавде ће потећи и иницијатива за одржавање Мајске скупштине у Сремским Карловцима (13-15. мај 1848), на којој је проглашена аутономна Српска Војводина, у чијем ће саставу бити и Нови Сад.
Пре проглашења Српске Војводине у Сремским Карловцима, новосадски Срби изабрали су на збору у Новом Саду депутацију, која је 8. априла отишла у Пожун, да се споразуме са Лајошем Кошутом о односима између нове револуционарне мађарске владе и војвођанских Срба. Споразум није постигнут и тиме је на територији данашње Војводине отпочео крвави рат између Срба и Мађара. У рату је нарочито страдао Нови Сад, који је мађарска војска разорила, бомбардовањем са Петроварадинске тврђаве, а град је изгубио већину свог становништва. Од преко 2.800 зграда и кућа остало је једва 800, а становништво се разбежало на све стране. После гушења мађарског устанка, у град се поново враћа део становништва, али ће попис из 1850. године у граду избројати само 7.102 становника, што није ни половина броја од 20.000 колико је Нови Сад имао становника пре револуције. Требаће двадесет година да се број становника обнови, тако да је тек пописом из 1870. године забележено да Нови Сад има 19.000 становника, што је број приближан некадашњем. Колико је град био уништен у револуцији говоре и подаци о идејама аустријских званичника да се изгради нови град, неколико километара узводно.

## Нови Сад до Првог светског рата
Између 1849. и 1860. године, Нови Сад се налазио у оквиру Војводства Србије и Тамишког Баната, засебне хабсбуршке покрајине чије је административно седиште био Темишвар. После укидања ове покрајине, Нови Сад је део Бачко-бодрошке жупаније у оквиру Хабсбуршке Угарске. Административно седиште ове жупаније био је град Сомбор.
У политичкој и културној сфери, Нови Сад је задржао своју стару улогу и знатно је предњачио, не само испред војвођанских, већ и испред других српских и југословенских градова. У Новом Саду су у то време стално боравили или се дуже задржавали Светозар Милетић, Полит-Десанчић, Јован Јовановић Змај, Лаза Костић, Ђорђе Натошевић, Илија Вучетић, Стефан Брановачки, С. Павловић, Теодор Мандић, Л. Станојевић, А. Хаџић, Коста Трифковић, Арса Пајевић, као и многи виђенији емигранти из Србије. Све ово били су разлози да Нови Сад буде прозван Српском Атином. 1863. године у Новом Саду је излазило 9 српских листова, док је у Београду тада излазило 4, а у Загребу 6 листова. Матица српска се преселила из Будимпеште у Нови Сад 1864. године, а нешто раније (1861. године) у граду је основано и Српско Народно Позориште. 1865. године поново се формира српска гимназија са вишим разредима. У граду се стицала и група људи, која ће деценијама водити војвођанске Србе у широку борбу за своја национална и демократска права. Носилац те интензивне политичке и културне акције је Светозар Милетић, а следе га Јован Јовановић Змај, Јован Ђорђевић, Лаза Костић и други.
Иако је и даље био политички и културни центар војвођанских Срба, до краја 19. века етнички састав новосадског становништва знатно се изменио, а већ осамдесетих година овог века вођство у градској управи прелази у руке Мађара и од тада су за саборске посланике бирани искључиво њихови представници. Као важан момент у процесу мађаризације је оцењена градња железнице од Будимпеште до Новог Сада 1882-83; Угарска је као централизована држава слала у град чиновнике Мађаре а Јевреји индустријалци су доводили мађарску радну снагу. Од оснивања Новог Сада 1694. године, најбројнија етничка група у граду били су Срби, док бројнијег мађарског становништва овде нема све до половине 19. века. После 1867. године, Нови Сад се налази под управом угарског дела Аустроугарске монархије. Током овог периода, политика мађаризације, коју је спроводила угарска влада, утицала је на промену демографске структуре града, односно, од претежно српског Нови Сад је добио етнички мешовит карактер. По попису из 1880. године, 41,2% становника града је говорило српским, а 25,9% мађарским језиком. До 1910. године, процентуално учешће говорника српског језика пало је на 34,52%, док се процентуално учешће говорника мађарског језика попело на 39,72%.
Ове пописне податке ипак треба узети са резервом, јер се не може са сигурношћу рећи да ли су Мађари или Срби били најбројнији народ у граду 1910. године, с обзиром да многи историчари оспоравају тачност резултата пописа из 1910. године будући да овај попис није бележио етничку припадност грађана, нити је бележио искључиво матерњи језик, већ је такође бележио „најчешће говорен језик“, тако да резултати пописа преувеличавају број говорника мађарског језика, с обзиром да је ово био званични језик у то време и многи грађани којима мађарски није био матерњи су изјавили да га најчешће користе у свакодневној комуникацији. У говорнике мађарског језика урачунато је и 2.326 Јевреја, који су се декларисали да се служе мађарским језиком (по попису из 1910. године, укупан број говорника мађарског језика у Новом Саду, укључујући и поменуте Јевреје, био је 13.343, док је број говорника српског језика био 11.594). Још један пропуст пописа из 1910. године био је тај што у попису нису бележени само стални становници града, већ такође и привремени становници, који нису живели у граду већ су овде били стационирани по дужности војне или цивилне службе.
Мађарско становништво је у ово доба имало градску управу у својим рукама и мада се мађарски тада морао говорити у Градској кући и јавним здањима, српски језик је преовлађивао у трговинама, на пијаци и по улицама, јер поред Срба мештана и свакодневна српска потрошачка публика из околине давала је српско обележје Новом Саду. На данашњем општинском подручју Града Новог Сада, укључујући Нови Сад и околна насеља са бачке и сремске обале Дунава, било је 1910. године 74.854 становника, од чега је 29.611 (39,55%) говорило српски језик, 18.379 (24,55%) говорило мађарски језик, 14.026 (18,73%) говорило немачки језик, 6.899 (9,21%) говорило словачки језик и 4.945 (6,6%) говорило хрватски језик. Ова релативна већина Срба на данашњем општинском подручју Града Новог Сада била је невидљива на званично исказаним резултатима пописа из 1910. године, јер су тадашње административне границе општина биле уређене на другачији начин, тако да је у самом граду попис као главни језик исказао мађарски, а у општинском подручју Новог Сада на бачкој обали Дунава (тада административно одвојеном од урбаног дела града) главни језик исказан на попису био је словачки.
Привредни развој града у другој половини деветнаестог века омеђен је карактеристикама тадашње Аустроугарске монархије, која је у индустријској експанзији помало заостајала за државама западне Европе. Осамдесетих година деветнаестог века Нови Сад је имао само свилару, а нешто касније саграђена је кланица, затим плинара, а 1910. године и електрична централа. Изградњом магистралне железничке пруге, 1883. године, која га је повезивала са Будимпештом, Нови Сад добија на значају, али је индустрија у граду и даље занемарујућа.

## Нови Сад између два светска рата
Аустроугарска монархија се крајем октобра 1918. године распала, а 3. новембра и капитулирала. Предратни српски политичари и родољуби почели су да се окупљају и организовано да делују у Новом Саду већ почетком јесени 1918. године, а међу њима је покренуто питање организовања одбора који би по слому Аустроугарске преузео власт у граду из руку мађарске управе. Први такав неформални одбор створен је на иницијативу Јаше Томића, предратног вође Српске народне радикалне странке. Радикали око Јаше Томића састали су се 27. октобра у Суботици са виђенијим људима и договорили се да се створи „средишња управа наших покрајина“ (Баната, Бачке и Барање), што је и учињено по њиховом повратку. Образован је привремени Српски народни одбор са задатком да у интеррегнуму преузме прерогативе власти и обезбеди ред до успостављања редовног поретка.
Дана 2. новембра чланови Српског народног одбора су се договорили да се организује народна стража, а истог дана на улицама се појавило обновљено социјалдемократско гласило "Слобода", које је најавило национално ослобођење српског народа у Војводини (претходно је издавање свих српских листова било обустављено у лето 1914. године). У Нови Сад је возом из горње Угарске стигло око 1500 српских заробљеника и интернираца, а један од повратника из ропства, потпоручник српске војске Бошко Павловић, на сопствену иницијативу организовао је приспеле војнике и заједно са њима ставио се на располагање Српском народном одбору.
Одбор је разаслао општинама у Банату, Бачкој и Барањи „пожурнице“, у којима је апеловао да се оснивају народни одбори, који имају покоравати се једино његовим наредбама и упутствима. Српском народном одбору стизала су обавештења о нередима које су изазивали распуштени аустроугарски војници. У одбору је решено да се „крилатице“ на новосадском аеродрому искористе за извиђање кретања непријатељских трупа и да се упути позив Дунавској дивизији српске војске, која је ушла у Срем, да што хитније упути своје јединице и у Бачку. Српски народни одбор упутио је ултиматум команданту немачких трупа да 8. новембра, најкасније до шест часова ујутру, његови војници напусте град. По изласку и последњег непријатељског војника, Бошко Павловић је наредио да српске страже заузму све важне пунктове у граду, а у ноћи између 8. и 9. новембра мандатори Српског народног одбора су и званично преузели власт у Новом Саду од мађарског Магистрата. На седници је, пола сата пре поноћи, власт прешла у српске руке, тако да су новосадски Срби фактички сами себе ослободили дан пре уласка српске војске у Нови Сад 9. новембра. Када је јављено да српска војска долази у Нови Сад, у сусрет јој је пошло у току преподнева око 400 коњаника, који су били у народним оделима, а носили су српски барјак. На мосту је у име Новосађана први поздравио српске војнике угледни грађанин Сава Стојковић, члан Управног одбора Матице српске. Он је окићену српску заставу предао мајору Војиславу Бугарском као команданту јединице српске војске која је имала част да ослободи Нови Сад. Потом је, уз присуство мноштва грађана, на главном градском тргу приређен дочек српској војсци, а добродошлицу им је са балкона Матице српске зажелео Јаша Томић.
После спроведених избора по свим војвођанским местима (од 18. до 24. новембра), у Новом Саду се 25. новембра 1918. године састала Велика народна скупштина Срба, Буњеваца и осталих Словена Баната, Бачке и Барање, која званично проглашава отцепљење ових региона од Угарске и њихово присаједињење Србији, а на истој скупштини формира се и покрајинска влада (Народна управа) Баната, Бачке и Барање са седиштем у Новом Саду. Затим је једна делегација предвођена Јашом Томићем и Блашком Рајићем отпутовала у Београд, где су највиши политички и војни фактори Краљевине Србије примили одлуку Велике народне скупштине о присаједињењу Србији „с пуним задовољством и одобрењем“. Власти у Београду, међутим, никад нису званично признале новоформиране покрајинске органе власти, који су наставили да функционишу до 12. марта 1919. године, када је одржана последња седница Народне управе.
Дана 1. децембра 1918. године, проглашено је Краљевство Срба, Хрвата и Словенаца, а Нови Сад улази у ту нову државу као саставни део Краљевине Србије. Иако је до 1918. године имао улогу културног и политичког центра Срба, Нови Сад до тада није био административни центар неке значајније управне територије или покрајине, што се уласком у нову државу мења: од 1918. до 1922. године, Нови Сад је административни центар покрајине Банат, Бачка и Барања, а такође (1921—1922. године) и административни центар Бачко-барањске жупаније, која је обухватала Бачку и Барању, затим је (од 1922. до 1929. године) административни центар Бачке области, која је обухватала западне делове Бачке и Барању, да би 1929. године постао административни центар Дунавске бановине, једне од покрајина Краљевине Југославије.
По попису из 1921. године, Нови Сад је имао 39.122 становника, од којих је 16.293 говорило српски, 12.991 мађарски, 6.373 немачки и 1.117 словачки. Јачање индустрије увећавало је и становништво града. До пописа из 1931. године број становника града нарастао је на 63.985, делимично и због тога што је Нови Сад у том периоду административно уједињен са Петроварадином, па се подаци са пописа из 1931. године односе на оба насеља (Петроварадин је тада имао око 5.000 становника). За разлику од пописа из 1921. године, на коме су говорници српског језика у Новом Саду чинили релативну већину од 41,1%, попис из 1931. године бележи апсолутну већину од 50,4% говорника српског или хрватског језика у уједињеном граду (у Петроварадину су тада већинско становништво били Хрвати).
У нову југословенску државу Нови Сад уноси културно благо и институције, као што је Матица српска са летописом, Српско народно позориште, затим изузетно значајна библиотека и сликарске галерије. Привреда Новог Сада у тадашњој аграрној земљи је веома истакнута, а комунално уређење без премца у Југославији. У њему се налази знатан број стручне и техничке интелигенције, друштвени живот са развијеним културним и економским захтевима, веома развијене радне навике, дисциплина рада и стручно знање. Као административни центар Дунавске бановине, Нови Сад добија многе монументалне грађевине, као што су „Бановина“ (садашња зграда покрајинске владе и скупштине), Танурџићева палата, Раднички дом и друге. Према једном новинском чланку из 1938, град је добио 4.500 нових зграда (углавном приземних) и читава нова насеља (Видовданско и Иванданско). Бетонски мост преко Канала Краља Александра у Темеринској улици изграђен је 1937.

## Нови Сад у Другом светском рату
Иако је 12. децембра 1940. године потписала Уговор о сталном миру и вечитом пријатељству са Краљевином Југославијом, Хортијева Мађарска се није одрекла претензија на северне делове југословенске територије. После обарања Тројног пакта у Југославији крајем марта 1941. године, у војним и политичким круговима Хортијеве Мађарске дилеме око напада на Југославију није било. Једини услов који је требало испунити било је тражење формалног разлога који би оправдао такав корак. Догађаји који су уследили после уласка немачких трупа у Југославију уклонили су и ту препреку. Формирање Независне Државе Хрватске 10. априла 1941. године, протумачено је као престанак постојања Југославије, што је ослобађало обавезе из Уговора о пријатељству, те је влада Мађарске, на седници од 10. априла 1941. године одобрила заповест регента Миклоша Хортија о ратним операцијама у „јужним крајевима“. Два дана касније, мађарске фашистичке трупе су прешле мађарско-југословенску границу и за непуна четири дана, без борбе, заузеле Бачку, Барању, Међумурје и Прекомурје. У окупацији ових територија је учествовало око 80.000 мађарских војника и официра.
У ноћи између 11. и 12. априла у ваздух су одлетели новосадски мостови на Дунаву, Мост краљевића Томислава и Железнички мост, а порушила их је Југословенска војска приликом повлачења из Бачке. У граду су се појавили наоружани "немзетери" и "фолксдојчери" да контролишу улице и насеља. У периоду од 11. априла па до окупације града локални Немци су преузели све установе у граду и градски аеродром и три дана обављали сву власт. 13. априла у град улазе мађарске окупационе трупе, а део локалног мађарског и немачког становништва их дочекује са заставама, цвећем и музиком. Улазак окупатора пропраћен је појединачним убиствима и организованим нападом на ненаоружано становништво Салајке, дела града претежно настањеног Србима. Током 14. и 15. априла убијено је око 300 новосадских Срба, а до краја априла још око две стотине. Део немачког становништва је од првог дана окупације незадовољан, јер су локални Немци на овом подручју хтели да оснују своју подунавску државу. У једном немачком листу мађарску војску називају окупаторском, док у једном радиограму немачки локални лидери пишу: „Шта траже Мађари овде? Радије доживотно под Хотентотима, но и један дан дозволити да се на нама распну благодети идеје круне Светог Стефана". Хитлер је међутим имао другачије планове за комадање Југославије.
Власт у граду преузима војна управа, која је имала за циљ да створи „основне услове“ за поновно укључивање окупираних територија у оквире "Велике Мађарске". Планом денационализације је било предвиђено протеривање готово свог становништва српског порекла из Бачке, а на њихово место досељавање становништва мађарске националности. Међутим, пошто између мађарских и немачких власти није постигнут споразум о протеривању, ова акција је делимично обустављена. Листови на српском језику су забрањени, рад Матице српске је суспендован, док су имања Епархије Бачке стављена под секвестар. Српска гимназија у Новом Саду ради, али се национална историја избацује из наставног програма, док су матуранти морали полагати испит из мађарског језика и мађарске националне историје.
Крајем августа и почетком септембра 1941, укинута је војна управа а уместо ње формирана цивилна, чијим је увођењем створена Бачко-бодрошка жупанија са седиштем у Сомбору, а у оквиру ове жупаније налазио се и Нови Сад, којем је повраћен статус слободног краљевског града. Нови Сад се тако од некадашњег административног центра Дунавске бановине претворио у погранични град на граници Хортијеве Мађарске и Павелићеве Независне Државе Хрватске. Петроварадин, који је до 1941. године био сједињен са Новим Садом нашао се сада са хрватске стране ове наметнуте границе. На седници мађарског парламента од 16. децембра 1941. године усвојен је „Закон о поновном прикључењу освојених јужних територија мађарској круни и уједињењу са осталим земљама Мађарске“, којим је насилно присвојено суверено право над окупираним југословенским крајевима. Према попису становништва, који су мађарске окупационе власти извршиле крајем 1941. године, а за који су неки историчари рекли да је тенденциозан и да није за јавну употребу, Нови Сад је имао 61.731 становника, од којих је 31.685 (51,3%) говорило мађарски, а 17.039 (27,6%) српски, што представља знатно повећање броја говорника мађарског и смањење броја говорника српског у односу на ранији попис из 1931. године (по попису из 1931. године у Новом Саду је било 32.227 или 50,4% говорника српског (и хрватског) и 17.354 или 27,1% говорника мађарског).
Током четворогодишње окупације (од 1941. до 1944. године), окупатори су починили бројне злочине (хапшења, убијања, паљења, стрељања, малтретирања) над српским и јеврејским становништвом града, а један од познатијих масовних злочина је Новосадска рација спроведена јануара 1942. године, у којој је убијено и под дунавски лед бачено 1.246 Новосађана, по националности 809 Јевреја, 375 Срба, 18 Мађара, 15 Руса и 2 Русина, а по полној и старосној структури 489 мушкараца, 415 жена, 177 старих особа и 165 деце. Један од последњих злочина окупатора у Новом Саду било је и масовно одвођење Јевреја, читавих породица, од деце до стараца, у злогласне немачке логоре смрти 1944. године. Током целог рата, фашисти су укупно убили око 5.000 Новосађана.
У Новом Саду је, током целог рата, деловао покрет отпора и ослободилачки покрет под вођством Комунистичке Партије Југославије. У граду се налазило седиште окружног комитета Комунистичке Партије Југославије, који је у оквиру народноослободилачког покрета био део Покрајинског комитета КПЈ за Војводину. Значајну помоћ у свим облицима рада активистима НОП-а представљао је директивни и пропагандни материјал, који је упркос бројним тешкоћама везаним за одржавање веза, стизао у Бачку од виших партијских и скојевских руководстава. Посебно значајну улогу у том погледу представљали су формирање и рад агитпроп групе и покрајинске технике у Новом Саду. У периоду свог постојања, од краја јуна до октобра 1941. године, ова група и техника издали су или умножили мноштво материјала који је доспевао у све делове Бачке захваљујући добро организованој мрежи за растурање. И поред постигнутих резултата, рад на војном плану био је веома отежан, а тиме и мање успешан од неких других видова активности КПЈ. У народноослободилачкој борби, у партизанским одредима и војвођанским бригадама, непосредно је учествовало 2.365 Новосађана, припадника свих националности.
У току 1944. Нови Сад је бомбардован од стране Савезничких авиона, који су за циљ имали стратешке објекте: железнички мост који су Немци подигли на месту порушеног, нека слагалишта материјала, као и извесне установе локалних Немаца, али су том приликом страдале и многе стамбене зграде, нарочито у близини моста.

## Нови Сад после 1944. године
Дана 22. октобра 1944. године, угрожен надирањем Црвене армије и Народноослободилачке војске, окупатор је напустио Нови Сад, а 23. октобра град су ослободиле партизанске јединице из Срема и Бачке, чиме се Нови Сад поново нашао у оквиру (обновљене) Југославије. Од 1945. године Нови Сад је главни град Аутономне Покрајине Војводине.
У Новом Саду је 6. априла 1945. године одржано заседање Главног народноослободилачког одбора Војводине (ГНООВ) на коме је донета историјска одлука: "Да Војводина има да буде у саставу федералне јединице Србије. Да Војводина у саставу федералне Србије има пуну аутономију као аутономна покрајина". Делегација ГНООВ је потом отпутовала у Београд, где је учествовала на заседању АСНОС, које је одржано од 7. до 9. априла 1945. године. На првој седници (7. април), представник ГНООВ Јован Веселинов је делегатима АСНОС-а саопштио одлуку ГНООВ о укључивању аутономне Војводине у састав федералне јединице Србије, на шта је АСНОС одговорио усвајањем посебне резолуције којом је одлука ГНООВ поздрављена и прихваћена.
На заседању у Новом Саду 30. и 31. јула 1945. године, Скупштина изасланика народа Војводине је потврдила одлуку да се Војводина прикључи федералној Србији, што је на Трећем заседању АВНОЈ-а од 10. августа 1945. године једногласно прихваћено, а 1. септембра 1945. године Председништво Народне скупштине Србије донело је Закон о установљењу и устројству Аутономне Покрајине Војводине.
По попису из 1948. године, у Новом Саду је највише Срба (50,9%), затим Мађара (16,8%), Хрвата (12,1%), итд. После 1948. године, већина од малобројних преживелих Јевреја сели се у новоосновану државу Израел, а Немци одлазе, делом добровољно, а делом под присилом, у Аустрију, Немачку и Јужну Америку (углавном Бразил и Аргентину). Црвена армија Совјетског Савеза, пак, крајем 1944. и током 1945. интернира неке од белих руских избеглица и одводи их натраг у СССР, но град и даље остаје национално шаролик, а у њега се досељава велик број људи из разних крајева СФРЈ. Дочекавши слободу са 44.000 становника, град се релативно брзо увећавао, тако да шездесетих година има већ преко 100.000 становника. У периоду после Другог светског рата Нови Сад постаје не само главни већ и највећи град Војводине, а све до тада највећи војвођански град била је Суботица.
Одмах по ослобођењу, Нови Сад приступа обнови и развијању индустрије. У већ постојећим индустријским гранама град вишеструко повећава производњу, као што оснива и нове. Године 1954. индустрија у граду запошљава око 10.000 радника, да би тај број 1984. године износио око 75.000. Током многобројних урбанизацијских резова у доба социјализма, град губи неке од својих препознатљивих грађевина, као што су Јерменска црква или део Јеврејске улице, а граде се велики булевари и стамбени блокови. Поред старих средњих школа, и нових, које су се у току времена специјализовале и знатно повећале број ђака, Нови Сад добија и више школе. Прво је то виша педагошка школа (основана 1946. године), а затим Филозофски и Пољопривредни факултет (1954), да би 1960. године најзад био основан и цео самосталан Универзитет, у чијем су саставу девет факултета и још неколико виших школа. 1980. године почиње да делује и новооснована Војвођанска академија наука и уметности.
Дана 6. октобра 1988. године, у Новом Саду су организоване демонстрације под чијим је притиском срушена тадашња војвођанска влада. По просутом јогурту који је дељен демонстрантима, а ови га бацали на неке функционере Војводине, овај догађај је остао познат као "јогурт револуција". Циљ ових демонстрација био је рушење тадашњег аутономног статуса Војводине, који је покрајина имала по уставу из 1974. године. Нови устав Србије из 1990. године укида државност и федерални статус Војводине и претвара покрајину у територију са ограниченим степеном аутономије.
После распада Социјалистичке Федеративне Републике Југославије: одвајања Словеније, Хрватске, Босне и Херцеговине и Македоније и формирања нове Савезне Републике Југославије 1992. године, Нови Сад изненада постаје други по величини град у трећој Југославији, што му даје додатни замајац у развоју, иако је то доба било веома кризно и турбулентно (По подацима из 1991. године, највећи град потоње Савезне Републике Југославије био је Београд са 1.137.000 становника (уже подручје града), затим Нови Сад са 179.000 становника (без Петроварадина и Сремске Каменице), а остали већи градови били су Ниш са 176.000, Крагујевац са 147.000, Подгорица са 118.000, Приштина са 108.000 и Суботица са 100.000 становника).
Последњу деценију 20. века у Новом Саду обележили су и многи протести опозиционих странака као и протести студената. Најдужи и најмасовнији протести студената новосадских Универзитета догодили су се у периоду децембар 1996 - март 1997. Од краја 1998. до краја 2000. године у Новом Саду деловао је Народни покрет Отпор.

### Бомбардовање Новог Сада 1999. године
Нови Сад је знатно оштећен у НАТО бомбардовању 1999. године; сва три моста на Дунаву су порушена, оштећене су комуникације, као и водоводни и електрични системи. Рафинерија нафте је готово свакодневно бомбардована, што је изазвало знатну еколошку штету и загађење животне средине. Уништени су и објекти Телевизије Нови Сад на Мишелуку, а оштећени су и стамбени, индустријски и други објекти у појединим деловима града: у Индустријским зонама, на Видовданском Насељу, Детелинари (основна школа и стамбене зграде), Старом Граду (зграда „Бановине"), Рибњаку, Сремској Каменици и Шангају.

### Нови Сад после 2000. године
После промене режима у Београду 5. октобра 2000. године и отварања државе према Свету, створили су се услови за даљи развој града. Поред обнове порушених мостова и економије уништене дугогодишњим санкцијама, у Новом Саду се нарочито интензивирала изградња стамбених, пословних и других објеката, тако да је по неким тврдњама Нови Сад постао највеће градилиште у земљи, а поред избеглица и расељених лица, која су се овде доселила током ратних година, град је постао стециште и нових економских миграната, као једно од два најразвијенија економска средишта у Србији (2009. године, у Београду и Новом Саду живело је 31% од укупног становништва Србије и 40% запослених, који су стварали две трећине укупног и 50% индустријског дохотка). По попису из 2002. године, општинско подручје Града Новог Сада имало је 299.294 становника, да би 2008. године овај број био процењен на 335.381, а поред општина Рашке области и југа Србије, Град Нови Сад је једно од малобројних општинских подручја у Србији са позитивним природним прираштајем (Видети чланак: Реални број становника општина и градова Републике Србије 2008. године).

## Значајни датуми у историји града
- 1. фебруар 1748. - Нови Сад добија данашње име и статус „слободне краљевске вароши“.
- 8. новембар 1918. - ослобођење Новог Сада (Новосадски Срби преузимају власт у граду).
- 9. новембар 1918. - ослобођење Новог Сада (улазак војске Краљевине Србије у град).
- 25. новембар 1918. - Велика народна скупштина Срба, Буњеваца и осталих Словена у Новом Саду доноси одлуку о присаједињењу Баната, Бачке и Барање Краљевини Србији.
- 23. октобар 1944. - ослобођење Новог Сада (улазак партизанских јединица у град).
- 31. јул 1945. - Скупштина изасланика народа Војводине у Новом Саду изјашњава се за прикључење Војводине Србији.